# ドレスデンの祭壇画
『ドレスデンの祭壇画』（ドレスデンのさいだんが（蘭: Het Dresdener Drieluik、独: Dresdner Marienaltar））、または『聖母の三連祭壇画』（せいぼのさんれんさいだんが）は、初期フランドル派の画家ヤン・ファン・エイクが1437年に描いた絵画。オーク板に油彩に描かれた小さな三連祭壇画で、左翼が33.1 cm x 13.6 cm、中央パネルが33.1 cm x 27.5 cm、右翼が33.1 cm x 13.6 cm の大きさとなっている。
現在はドレスデンのアルテ・マイスター絵画館が所蔵する『ドレスデンの祭壇画』は、ファン・エイクが制作した現存する唯一の三連祭壇画であり、肖像画以外の絵画作品として、署名とファン・エイクの座右の銘である「ALC IXH XAN （我に能う限り）」が記された唯一の作品である。制作当時のままの額装の三枚のパネル内面はブロンズを模して彩色されたフレームに囲まれ、その縁には主として聖母被昇天に関する文言が記されている。また、両翼のフレームには、描かれている二人の聖人への献辞が記されている。
また、両翼内面のフレームには紋章が描かれており、損傷しているもののイタリアの有力一族ジュスティニアニ家 (en:Giustiniani) のものだと考えられている。ジュスティニアニ家は14世紀半ばごろから、ブルッヘとの交易で財と地位をなした一族だった。ただし『ドレスデンの祭壇画』の依頼主が、具体的にジュスティニアニ家の誰であるのかは確定していない。また、個人的な祈祷用として制作されたのか、あるいは各地を行脚する聖職者の携帯用祭壇画として制作されたのかも分かっていない。

## 外観

### 内面パネル

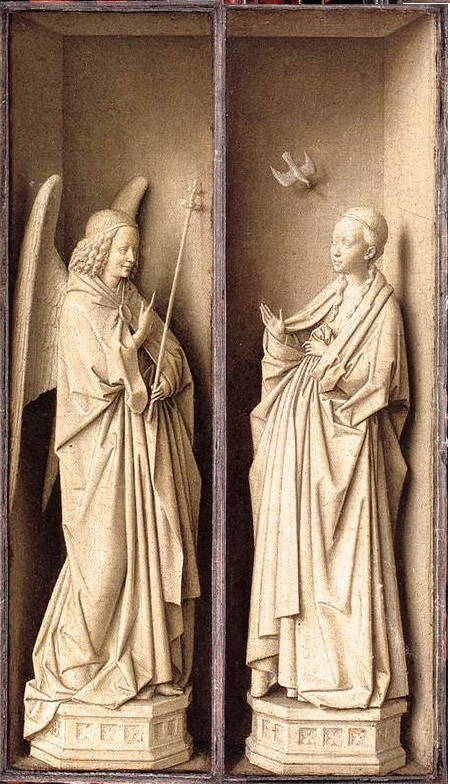
『ドレスデンの祭壇画』の両翼外面。大天使ガブリエルがマリアのもとを訪れる受胎告知の場面が描かれている。祈祷書を手にするマリアの頭上に舞うハトは聖霊を意味している。

『ドレスデンの聖母』の中央パネル内面には教会の身廊のような場所の玉座にすわる聖母子が描かれ、聖母子の前には高価なペルシア絨毯が敷かれている。玉座とその両脇のアーチには、『旧約聖書』のイサクやダヴィデとゴリアテなどの人物彫刻が表現されている。この作品は深い奥行きを感じさせる構成で描かれており、中央パネルでは両横の柱が聖母子の背後へと延びて行き、玉座の上に描かれているバルコニーでひとつにまとまっている。ファン・エイクが前年に完成させた『ファン・デル・パーレの聖母子』などの比較的平坦な構成に比べると、『ドレスデンの祭壇画』の奥行き表現には技術的な進歩が見られる。奥行き表現の進歩は両翼パネル外面に描かれた二体の彫刻でも顕著である。『ドレスデンの祭壇画』のパネル外面と、1436年にファン・エイクが描いた『受胎告知のディプティク』のパネル外面]には同じような大天使ガブリエルと聖母マリアが描かれている。この両作品を比較すると『ドレスデンの祭壇画』では奥行きがより深く表現されており、マリアをさらに奥部に配置することによって、マリアがよりつつましくこの世ならざる者であるかのように描写されている。

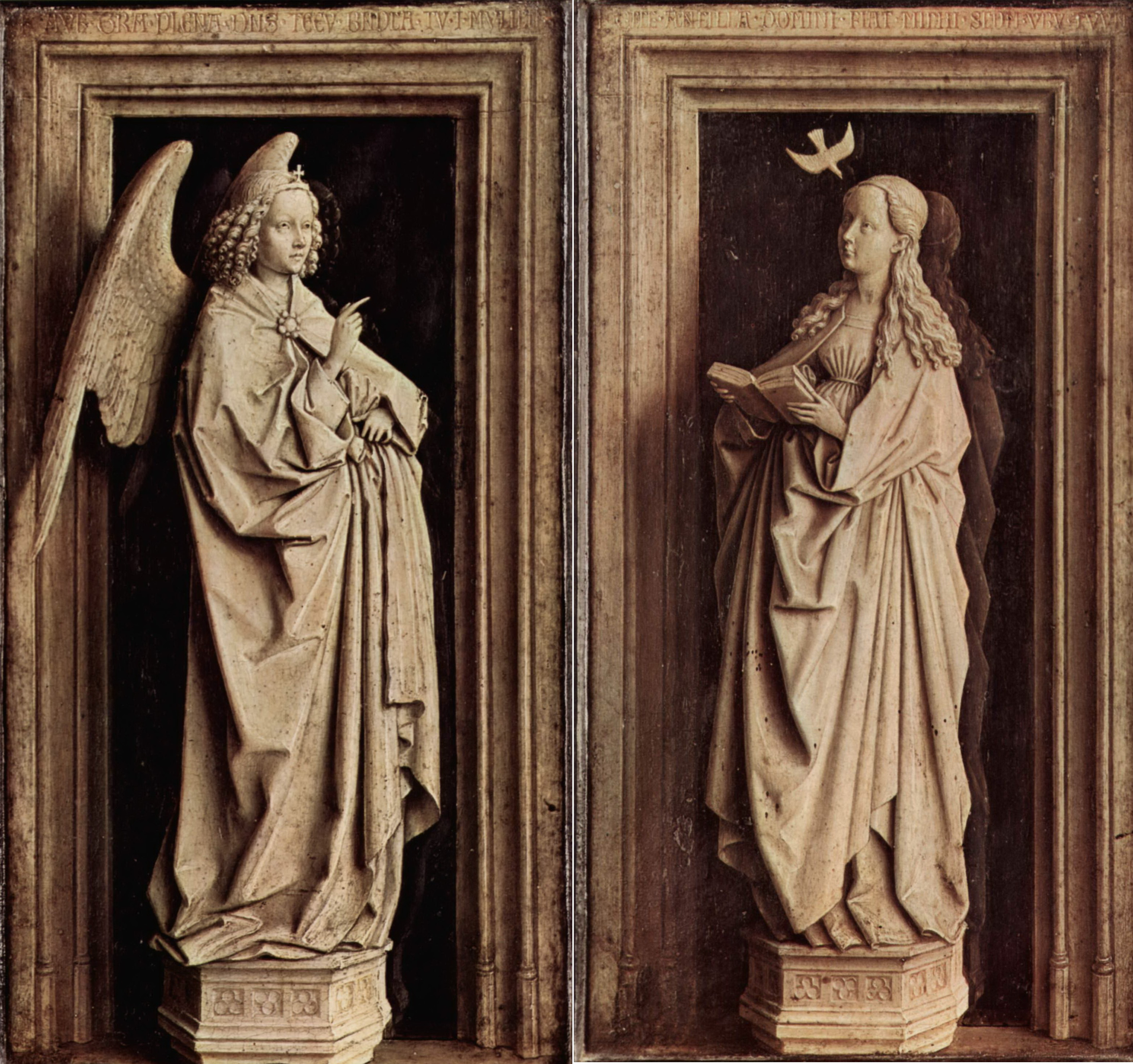
ファン・エイクが1434-1436年に描いた『受胎告知』(ティッセン＝ボルネミッサ美術館) の両翼外面。『ドレスデンの祭壇画』とよく似た、大天使ガブリエルと聖母マリアが描かれている。

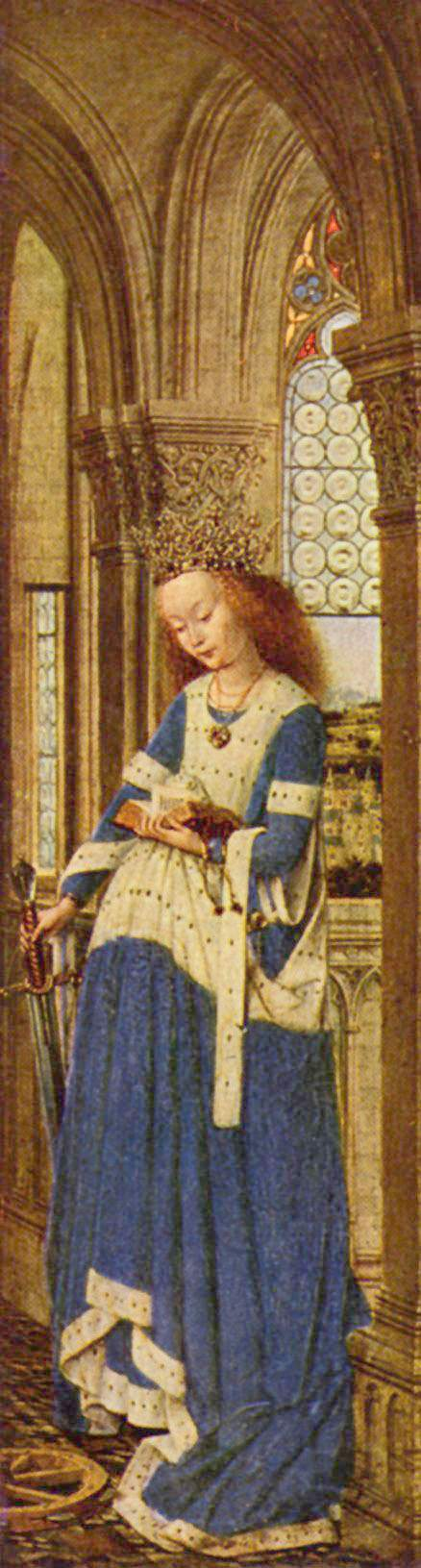
右翼に描かれた聖カタリナ。周囲にはカタリナの聖人伝に関する事物が多く描かれている。

『ドレスデンの祭壇画』に描かれているマリアの位置は極めて象徴性を帯びている。マリアとキリストが座しているのは、通常であれば主祭壇が置かれている場所であり、マリアが着用する豪奢な刺繍がほどこされたガウンは主祭壇を飾る金襴の天蓋 (en:Baldachin) の役割を果たしている。美術史家シャーリー・ブラムは『ファン・デル・パーレの聖母子』でもマリアが主祭壇の位置に描かれていることを指摘し、これらの作品におけるマリアは「天界の主祭壇であり、俗界の教会における主祭壇の原型といえる。マリアはまさしくキリストの血肉の聖櫃なのである」としている。
『ドレスデンの祭壇画』の右翼には聖カタリナが、左翼には大天使ミカエルが、それぞれ教会の通路あるいは回廊に立ち姿で描かれている。ミカエルは、ゆったりとした緑色の外套（ウプランド）をまとったこの祭壇画の制作依頼主とともに描かれ (en:Donor portrait) ている。ウプランドは当時のブルゴーニュ公国における流行最先端の衣服であり、聖母マリアに跪いて祈りを捧げる姿で描かれているこの制作依頼主が、高い社会的地位を持つ一族の出身であることを示唆している。ファン・エイクが最終的に教会に奉納する目的で個人から依頼されて描いたほかの作品に比べると、『ドレスデンの祭壇画』に描かれている依頼主は、聖人の幻に遭遇したかのような驚愕表現は見うけられず、また、三連祭壇画の一翼にマリアよりも小さく描かれている。『ドレスデンの祭壇画』が描かれた当時の記録は残っておらず、左翼の依頼主が誰なのかは謎となっている。依頼主が描かれている左翼のフレームには「HIC EST ARCHANGELUS PRINCEPS MIKICI(A)E ANGELORUM （これは天使の軍を率いる大天使ミカエルである）」と記されている。右翼に描かれている聖カタリナは、ほどいた金髪に宝冠を被っている。青色のドレスは白いアーミンの毛皮で覆われ、右手に剣、左手に本を持ち、足元にはカタリナの象徴である車輪が置かれている。このカタリナが描かれている右翼のフレームには「VIRGO PRIDENS ANELAVIT AD SEDEM SIDEREA （この賢明な乙女は輝かしい玉座を待ち望んでいた）」と記されている。中央パネルに描かれた幼児キリストは裸体で、『マタイによる福音書』 (11:29) の「DISCITE A ME, QUIA MITIS SUM ET HUMILIS CORDE （わたしに学びなさい、わたしは柔和で心のへりくだった者だから）」と記された小旗 (en:banderole) を握りしめている。
『ドレスデンの祭壇画』には署名と制作年が記されているため、ファン・エイクが描いたほかの絵画作品の制作年を判断する基準として用いられることがある。ステンドグラスの描写やアーケード周辺の表現など、多くの点で作風の進展が見られることから、ほかの絵画作品の描写と比較したときに、この『ドレスデンの祭壇画』より以前に描かれた作品であるということが判断できる。両翼の外面にはグリザイユの「受胎告知｣が描かれている。左翼外面には大天使ガブリエルが、右翼外面には聖母マリアが、それぞれ八角形の台座に乗った立ち姿で彫刻として表現されている。左翼の聖カタリナの背後には風景画が描かれているが、『ドレスデンの祭壇画』自体が非常に小さな作品であるために、至近で見ないと分からない。非常に微細な風景画であるにもかかわらず、遠くの風景と近景の建物が素晴らしい筆使いで描かれている。
ファン・エイクが描いた聖母子像である『ファン・デル・パーレの聖母子』（1436年）と『教会の聖母子』（1438年 - 1440年ごろ）と同じく、『ドレスデンの祭壇画』のマリアも、周囲と調和しない非現実的な身体の大きさで描かれている。美術史家ローン・キャンベル (en:Lorne Campbell (art historian)) は、マリアがあたかも「玉座から立ち上がり、ミカエルとカタリナと同じ場所へと至り、さらにはこの二人を超えて、教会の柱をも超越する」ようだとしている。

### 教会
『ドレスデンの祭壇画』に描かれている教会はロマネスク様式で表現されている。ファン・エイクがほかの作品に描いた建築物と同じくモデルとなった特定の建物は存在せず、ファン・エイクが理想とした完璧な建築物として描かれている。身廊は非常に狭く、マリアが座することができるだけの幅しかない。身廊の左右には上部がアーチを描く低い列柱が配され、エンタブラチュアでひとつにまとまっている。この作品は描かれていないものも鑑賞者に想像させるような構成になっている。左パネルのミカエルや右パネルのカタリナ、さらにはマリアの背後には回廊が存在していることが感じ取れる。ファン・エイクが好んで用いた技法である繊細な陰影描写と、聖なる存在の象徴としてよく使用されている光源がはっきりしない射し込む光とが、描かれていない空間を暗示しているのである。
美術史家クレイグ・ハービソン (en:Craig Harbison) は、中央パネルに描かれている教会の場所を特定できるものがほとんど描かれていないことを指摘し、ファン・エイクが「明確さの欠如」によって鑑賞者に様々な想像の余地を与えることができると考えていたとする。ハービソンは、このような意図的な曖昧さが作品に「生理的」効果をもたらしていると見なしている。左翼パネルに描かれた依頼主の熱心な祈りに応えて聖母子が顕現した瞬間を効果的に描写する手段として、このような曖昧な場所を設定している。聖母子が周囲と調和しない大きなサイズで描かれていることも、両者の神聖性をより強調するための手法である。

## 作者の同定

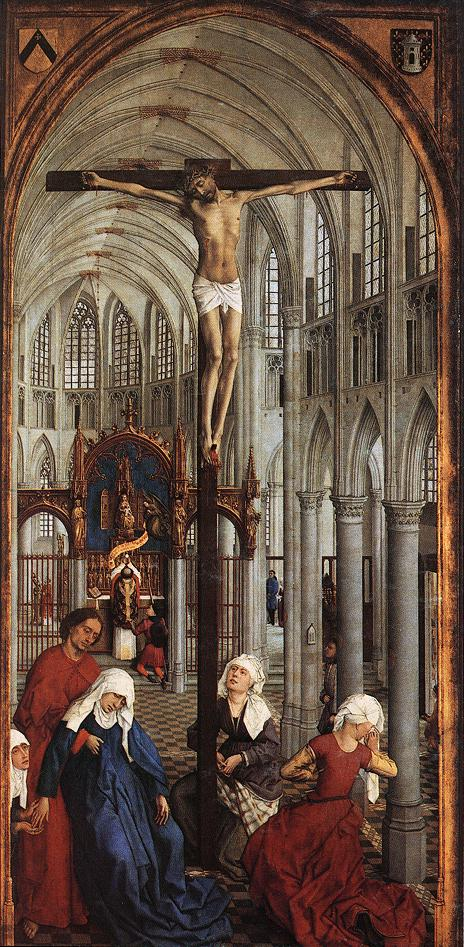
ロヒール・ファン・デル・ウェイデンが1445年から1450年ごろに描いた『七つの秘蹟の祭壇画』。アントウェルペン王立美術館所蔵

『ドレスデンの祭壇画』にはファン・エイクの署名と制作年度、さらには座右の銘が中央パネルに記されている。ただし、これらが発見されたのは、19世紀半ばに額装が取り外されて修復が行われたときのことだった。1754年以前からアルブレヒト・デューラーの作品であるといわれていたが、1830年にドイツ人美術史家アロイス・ヒルトがファン・エイクの作品であるという説を唱えた 。
このヒルトの説は署名の発見により裏付けられた。発見された署名は「IOHANNIS DE EYCK ME FECIT ET C[OM]PLEVIT ANNO D[OMINI] MCCCCXXXVII.ALC IXH XAN （我ヤン・ファン・エイクがこの作品を1437年に完成させし。我に能う限り）」だった。「complevit （完成）」は『ドレスデンの祭壇画』が完成した年を指していると思われるが、工房の助手あるいは弟子たちがこの作品の制作にわずかながらも関わっていたこともファン・エイクが意味していると考えたほうが自然といえる。『ドレスデンの祭壇画』が、「ALC IXH XAN （我の能う限り）」というバージョンの座右の銘 が記された唯一の依頼作品であることからも、この説は裏付けられている。

## 来歴
『ドレスデンの祭壇画』は、15世紀半ばから終わりごろまで、制作依頼主のジュスティニアニ家が所蔵していた。1597年5月10日に、マントヴァ公ヴィンチェンツォ・ゴンザーガが、この『ドレスデンの祭壇画』と考えられている作品を購入したという記録が残っている。その後、1627年にイングランド王チャールズ1世に売却された。イングランドに清教徒革命が勃発し、1649年にチャールズ1世が処刑されると、ザクセン選帝侯家の所有となった。1754年のドレスデンの資産目録にはデューラーの作品として『ドレスデンの祭壇画』が記載されている。1830年のアロイス・ヒルトの鑑定までは、この祭壇画がファン・エイクの作品であるとは考えられていなかった。
『ドレスデンの祭壇画』は、何世紀にも渡って損傷が進み顔料の剥落も激しく、幾度となく修復が繰り返されている。1844年にはドイツ人画家エドゥアルト・ベンデマン (en:Eduard Bendemann) が、マリアが着用するガウンのかなりの部分を修復し、酷く損傷していた紋章部分も加筆修正している。1958年から1959年にかけて行われた修復時に、ファン・エイクの座右の銘「ALC IXH XAN （我に能う限り）」が発見された。

## 依頼主
『ドレスデンの祭壇画』の左翼パネルに描かれている制作依頼主の名前は特定されていないが、ジェノヴァの商人だったのではないかと考えられている。『ドレスデンの祭壇画』は、15世紀末までイタリア北西部のリグーリアで所蔵されていた。トスカーナのポントレーモリの、イタリア人芸術家ジョヴァンニ・マツォーネ（1433年 - 1511年）が描いた祭壇画『聖母子』は、リグーリアに所蔵されていたころの『ドレスデンの祭壇画』からの影響を明らかに受けており、『聖母子』の外面の上部両端には紋章が描かれている。マツォーネの『聖母子』の紋章はどちらもかなりの損傷を受け顔料も剥落しているが、少なくとも紋章のひとつはジェノヴァのジュスティニアニ家に関係するものである。ジュスティニアニ家は14世紀から15世紀にかけて、ブルッヘとの交易で成功していた一族だった。美術史家ハービソンは『ドレスデンの祭壇画』が小さい理由について、個人的な祈祷用として邸宅に常設するためではなく、持ち運びできる祭壇画として制作されたためだと考えている。このため、各地を行脚する聖職者のための携帯用祭壇画だったのではないかとしている。

## 後世への影響
『ドレスデンの祭壇画』に見られる、マリアと周囲の人物像や建物との大きさの相違に顕著なさまざまなスケール感の無視は、次世代以降の初期フランドル派の画家たちにも大きな影響を与えた。ロヒール・ファン・デル・ウェイデンが1445年から1450年ごろに描いた『七つの秘蹟の祭壇画』(en:Seven Sacraments Altarpiece) に描かれている磔刑に処せられたキリストは、ほかの人物像の遥か頭上に大きく描かれ、中央パネルの最上部にまで及ぶ高さで描かれている。